# Hamerský rybník
Hamerský rybník är en sjö i Tjeckien.   Den ligger i regionen Liberec, i den norra delen av landet, 70 km norr om huvudstaden Prag. Arean är 0,37 kvadratkilometer. Den sträcker sig 0,6 kilometer i nord-sydlig riktning, och 1,2 kilometer i öst-västlig riktning.